# 太岳军区司令部桑曲旧址
太岳军区司令部桑曲旧址位于中国山西省临汾市安泽县杜村乡桑曲村，是一处山西省文物保护单位。

## 保护
1982年，太岳军区司令部旧址公布为安泽县文物保护单位。	
2016年6月6日，太岳军区司令部桑曲旧址公布为第五批山西省文物保护单位，近现代类，年代为民国三十一年（1942），编号5-177。	